# کالین بیزلی
کالین بیزلی (انگلیسی: Colin Beesley؛ زادهٔ ۹ اکتبر ۱۹۵۱) بازیکن فوتبال اهل بریتانیا است.
از باشگاه‌هایی که در آن بازی کرده‌است می‌توان به باشگاه فوتبال ساندرلند اشاره کرد.